# Antoine-Joseph d'Amat de Volx
Antoine-Joseph d'Amat de Volx, né à Volx vers 1713 et mort à Senez le 18 mars 1771,  est un ecclésiastique qui fut évêque de Senez de 1757 à 1771.

## Biographie
Antoine-Joseph d'Amat de Volx est originaire du diocèse de Sisteron. Il est le fils de Louis-Balthazar marquis de Volx et de Poët et de Louise-Elisabeth Trémaut. Il devient archidiacre puis vicaire général de l'archidiocèse d'Arles. 
Désigné comme évêque de Senez en 1757, confirmé le 18 juillet, il est consacré en septembre à Arles par l'archevêque d'Arles Jean-Joseph Chapelle de Saint-Jean de Jumilhac. Il est pourvu en commende en 1760 de l'abbaye Notre-Dame de Boscodon dans le diocèse d'Embrun. Il laisse le souvenir d'un bienfaiteur de sa petite cité épiscopale et de la ville voisine de Castellane. Il meurt à Senez le 18 mars 1771.